# Al Fattan Marine Towers

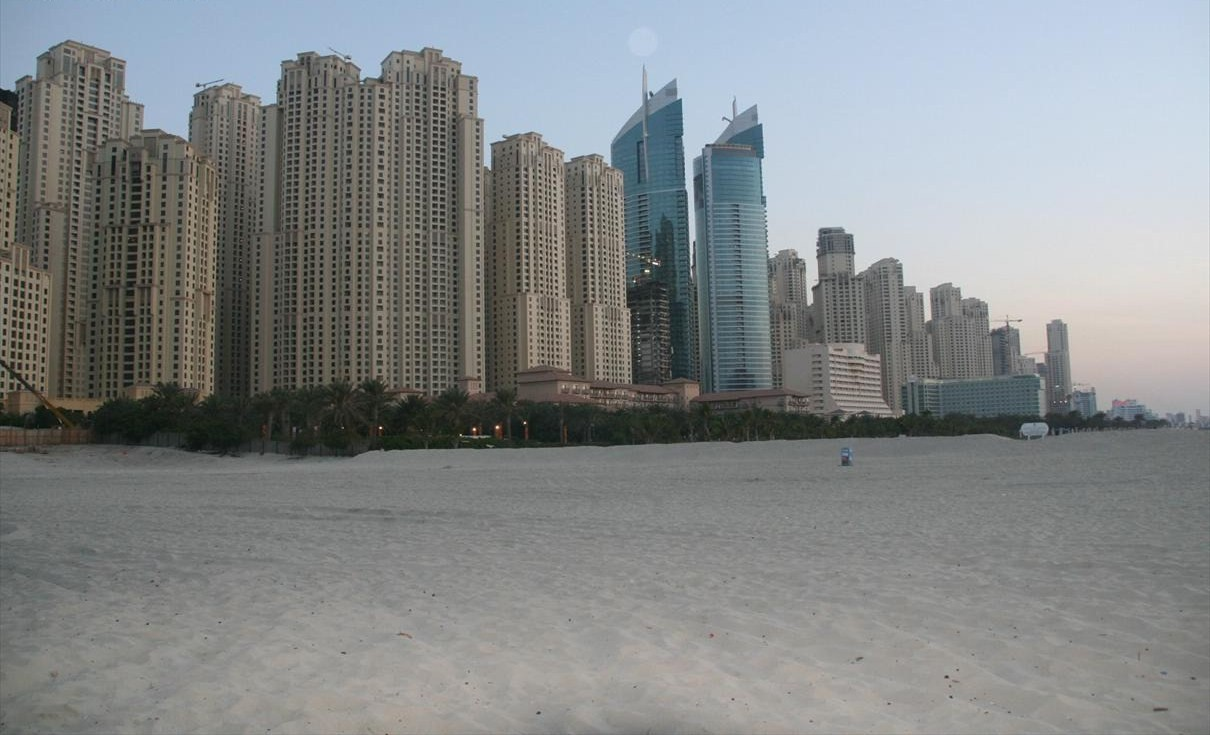
Al Fattan Marine Towers (Bildmitte, blau)

Al Fattan Marine Towers ist der Name eines Wolkenkratzerduos in Dubai, Vereinigte Arabische Emirate.
Die beiden 245 Meter und 51 Etagen hohen Zwillingstürme, der Al Fattan Tower und der Oasis Beach Tower, wurden 2006 fertiggestellt. Ihre Lage ist etwa in der Mitte der Dubai Marina und eingebettet in die dichte Hochhausgruppe „Jumeirah Beach Residence“.